# Conospermum boreale
Conospermum boreale (лат.) — кустарник, вид рода Коноспермум (Conospermum) семейства Протейные (Proteaceae), эндемик Западной Австралии.

## Ботаническое описание
Conospermum boreale — сильноразветвлённый прямостоячий кустарник 1-1,5 м высотой. Листья восходящие или раскидистые, яйцевидные, эллиптические или продолговатые, 5,7-9,6 см длиной, 6-10 мм шириной, тонкие, гладкие, сужаются к основанию; вершина коническая. Соцветие — метёлка из рыхлых колосьев; стебель цветоносного побега 8-12 см длиной, гладкий или с короткими рассеянными волосками; прицветники дельтовидные, длиной 2,5-3 мм, шириной 2-2,5 мм; основание и бока опушённые; вершина от острого до заостренного, гладкая или с короткими рассеянными волосками. Околоцветник белый опушённый; трубка длиной 3,5-4 мм; верхняя губа округлая, длиной 1,5-2 мм, шириной 1,75-2 мм; белая, у основания опушённая; вершина острая. Цветёт с августа по ноябрь, образуя кремово-белые цветы. Созревших плодов описано не было.

## Таксономия
Впервые этот вид был официально описан австралийским ботаником Элеанорой Беннетт в 1995 году в Flora of Australia.
Существует два признанных подвида:
- Conospermum boreale ascendens — отличается восходящими листьями;
- Conospermum boreale boreale.

## Распространение и местообитание
Conospermum boreale — эндемик Западной Австралии. Встречается на участках латерита в районах западного побережья Среднего Запада и Уитбелт в регионах Западной Австралии от Нортгемптона до Ваннеру, где вид растёт на песчаных почвах..

## Экология
Этот вид больше всего похож на C. triplinervium, но отличается многоствольностью куста и способностью к регенерации из лигнотубера после пожара. Различают два подвида.